# Якуба Сілла
Якуба́ Силла́ (фр. Yacouba Sylla, нар. 29 листопада 1990, Етамп) — малійський і французький футболіст, півзахисник румунського клубу ЧФР (Клуж) і національної збірної Малі.

## Клубна кар'єра
Народився 29 листопада 1990 року в місті Етамп. Вихованець футбольних шкіл клубів «Етамп»,  «Бретіньї», «Монферран» (Клермон-Ферран), «Мальзерб» та «Кан». У дорослому футболі дебютував 2008 року виступами за другу команду останнього клубу.
До основної команди клубу пробитися не зміг, втім привернув увагу представників тренерського штабу клубу «Клермон», до складу якого приєднався 2010 року. Відіграв за команду з міста Клермон-Ферран наступні три сезони своєї ігрової кар'єри.
У 2013 році приєднався до команди англійського клубу «Астон Вілла». До складу клубу «Кайсері Ерджієсспор» долучився 2014 року на правах оренди. Відтоді встиг відіграти за команду з Кайсері 15 матчів в національному чемпіонаті.
22 червня 2015 року перейшов у «Ренн», де провів наступний сезон, після чого на правах оренди виступав за «Монпельє» в сезоні 2016/17 та в грецькому «Панатінаїкосі» восени 2017.
У січні 2018 контракт Сілла викупив бельгійський «Мехелен» за 750 тисяч євро, запропонувавши угоду до 2021 року. Однак за підсумками сезону 2017/18 «Мехелен» понизився в класі, і керівництво клубу виставило малійця на трансфер задля зменшення зарплатної маси. Після закриття трансферного вікна в серпні Сілла перестав потрапляти до заявок на матчі, а не знайшовши клубу нового клубу і в зимове трансферне вікно, Сілла розірвав контракт із бельгійським клубом у лютому.
Наступними клубами для Сілла стали норвезький «Стремсгодсет» навесні 2019 та румунський ЧФР (Клуж), за який він виступає з липня 2019.

## Виступи за збірні
У 2011 році залучався до складу молодіжної збірної Франції. На молодіжному рівні зіграв в одному офіційному матчі.
У 2013 році дебютував в офіційних матчах у складі національної збірної Малі. Станом на 2 грудня 2019 провів у формі головної команди країни 34 матчі.
У складі збірної був учасником Кубка африканських націй 2015 року в Екваторіальній Гвінеї та Кубка африканських націй 2017 року в Габоні.

## Титули і досягнення
- Чемпіон Румунії (1):

ЧФР (Клуж-Напока): 2019-20